# Parque nacional de la Caldera de Taburiente
El parque nacional de la Caldera de Taburiente es un espacio natural protegido español situado en la isla de La Palma, en la comunidad autónoma de Canarias. Como el resto del archipiélago, es de naturaleza volcánica, pero se distingue por la gran cantidad de recursos hídricos que posee, tanto subterráneos como superficiales.[cita requerida]

## Características
Fue declarado parque nacional el 6 de octubre de 1954, lo que la convirtió en la segunda área protegida de Canarias en recibir esta designación, tras el parque nacional del Teide en Tenerife y la cuarta de España. Además es desde 2002, Reserva Mundial de la Biosfera conjuntamente con toda la isla. Actualmente abarca una superficie de 46,9 km², que junto a la Zona Periférica de Protección comprende 59,56 km².
Se ubica en el centro de la isla coincidiendo con la de Taburiente, de 7 km de eje máximo, y que es considerada la maravilla natural más emblemática de la isla. La depresión que forma la Caldera se encuentra entre los 600 y los 900 metros sobre el nivel del mar, mientras que la crestería que forma el cerco rocoso que la rodea alcanza los 2426 metros en el punto más alto, el llamado Roque de los Muchachos, lugar en el que se ubica el Observatorio del Roque de los Muchachos.

## Origen geológico
Como todas las calderas y en los volcanes en escudo, su origen está en la existencia de un cráter relativamente extenso con lava que al enfriarse produce rocas basálticas. Las erupciones de las calderas son relativamente tranquilas del tipo hawaiano y la lava suele formar coladas sucesivas que van agrandando el volcán más en superficie que en altura. Pero al irse enfriando relativamente la lava en el cráter puede suceder que el mayor peso de la lava superficial ya solidificada origine la formación de un cono secundario, dentro de la caldera, como en el caso del Teide, o a un lado.
En ambos casos, el resultado es el descenso del nivel en el interior del cráter, compensado por el crecimiento del cono volcánico, que al formar un estratovolcán, crece por los materiales volcánicos que va arrojando. En algunas ocasiones, el enfriamiento relativamente rápido de la lava en el cráter da origen a un aumento de presión que puede, a su vez, ocasionar una erupción explosiva. Pero otro proceso evolutivo de una caldera se produce por el derrame rápido de la lava en el interior del cráter.
Este derrame puede producirse por una brecha abierta en la pared del cráter, con lo cual se conservan las paredes del cráter original, o por un derrame de lava líquida cuando esa lava abre una brecha en el borde superior, como parece ser el caso de la caldera de Taburiente, y como sucedió en la Caldereta, también en la isla de La Palma. Todos estos procesos en sus distintos estadios de evolución pueden verse en las imágenes de satélite de las islas Galápagos, cuyos volcanes son casi sin excepción en escudo o calderas. La Caldera de Taburiente se formó hace unos 2 millones de años y la erosión fluvial solo tuvo lugar después de haberse producido el derrame de lava ya que no podría haber ocasionado por sí sola esta enorme cicatriz en la isla. Además, la erosión fluvial hubiera originado una playa por la acumulación de materiales detríticos, cosa que no ocurre con los derrames de lava líquida de grandes proporciones. Por estos motivos se puede ver en el inicio del Barranco de las Angustias que los dos últimos afluentes en las paredes originales de la caldera drenan hacia el centro de la misma, lo que no podría explicarse mediante una erupción explosiva.

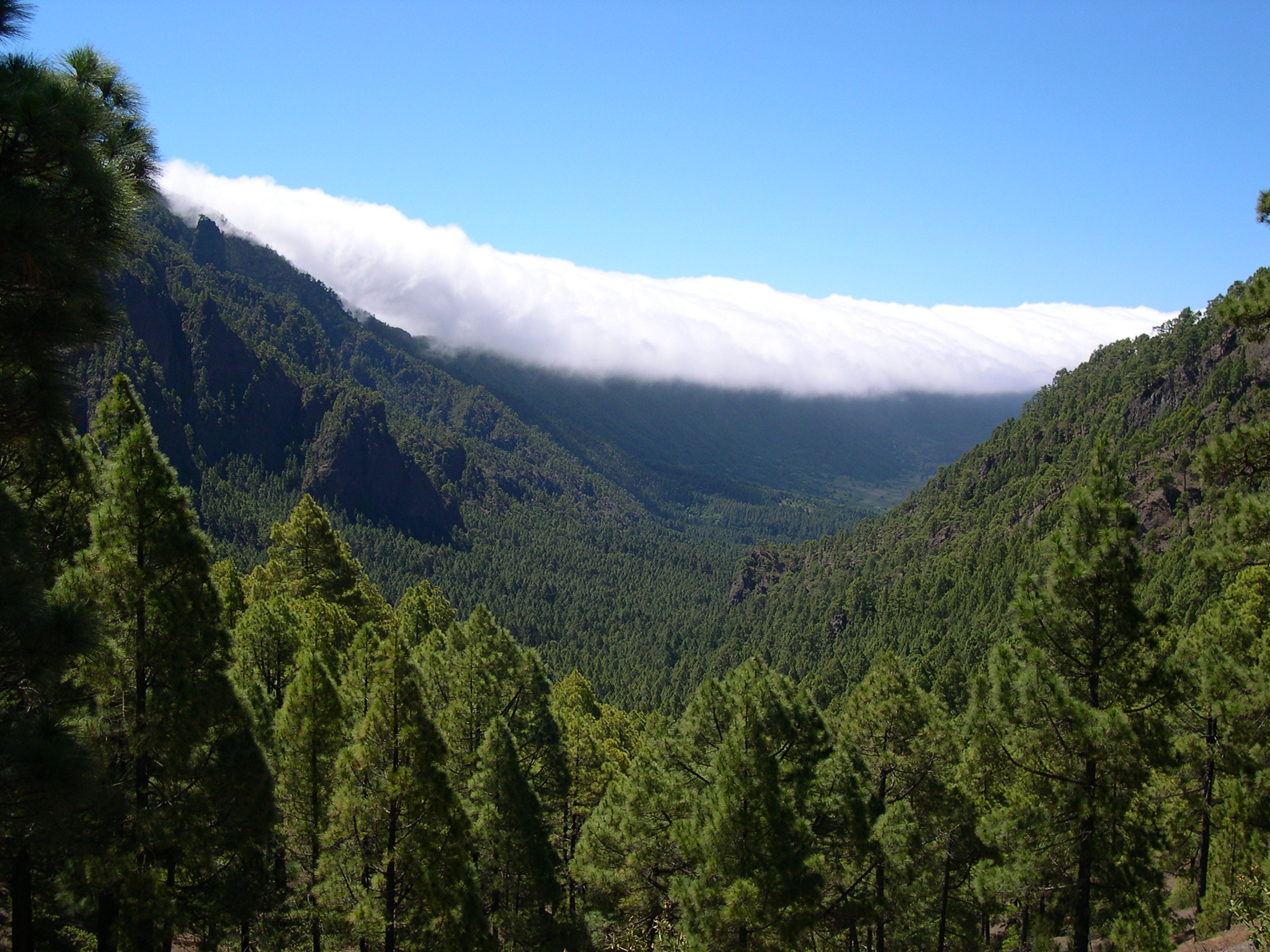
Vista de la Caldera de Taburiente.

Tampoco la forma del cauce del Barranco de las Angustias, donde en 2020 se descubrió un yacimiento paleontológico que demuestra la existencia de un lago, parece confirmar la tesis de una erupción explosiva ya que en este caso, la cicatriz en las paredes del volcán sería más pequeña al principio y mucho más extensa hacia afuera, justo lo contrario de lo que ocurre en este caso. Más bien la breve playa del Puerto de Tazacorte es de origen fluvial y posterior a la formación del Barranco de las Angustias, en cuyo fondo, descubierto en algunos puntos por las aguas fluviales, encontramos rocas netamente basálticas.

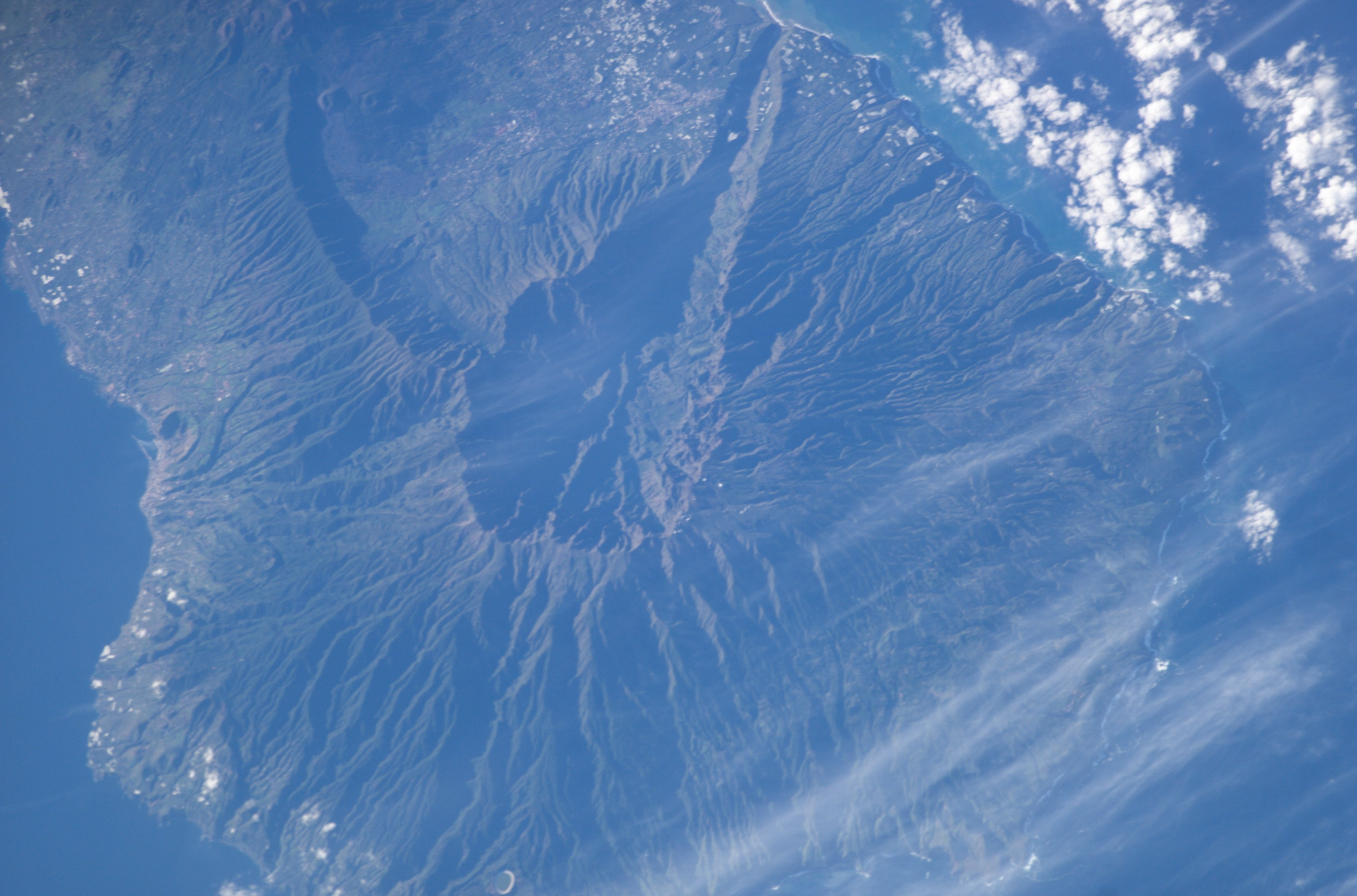
Vista aérea de la Caldera de Taburiente y la salida al mar del Barranco de las Angustias.

El agua constituye una de las bellezas naturales de este parque nacional y de este paisaje volcánico: numerosas fuentes brotan, formando al unirse sus corrientes, ríos, riachuelos y caprichosas cascadas. Sirva de ejemplo el Salto de la Desfondada tiene una caída de unos 150 m.
En la mayoría de las fuentes encontramos aguas limpias y cristalinas, pero existen también otras alteradas en su composición por gran cantidad de materiales, como las procedentes del Río de Almendro Amargo, de un color amarillo rojizo debido a los materiales férricos de la zona. Las dos cuencas hidrológicas principales son las de Taburiente y Almendro Amargo, las cuales confluyen en el punto donde se inicia el Barranco de las Angustias, única salida natural de la Caldera, donde desemboca en el mar.
Desde el año 1557 hasta hoy la Caldera es propiedad de la Comunidad o Heredad de las Haciendas de Argual y Tazacorte.

## Patrimonio biológico
Uno de los principales objetivos de gestión establecidos en el Plan Rector de Uso y Gestión (PRUG) de la Caldera es la puesta en marcha de programas de rescate genético de las especies en peligro de extinción de la zona, ya que este parque posee numerosos endemismos, y muchos de ellos en peligro.

### Flora

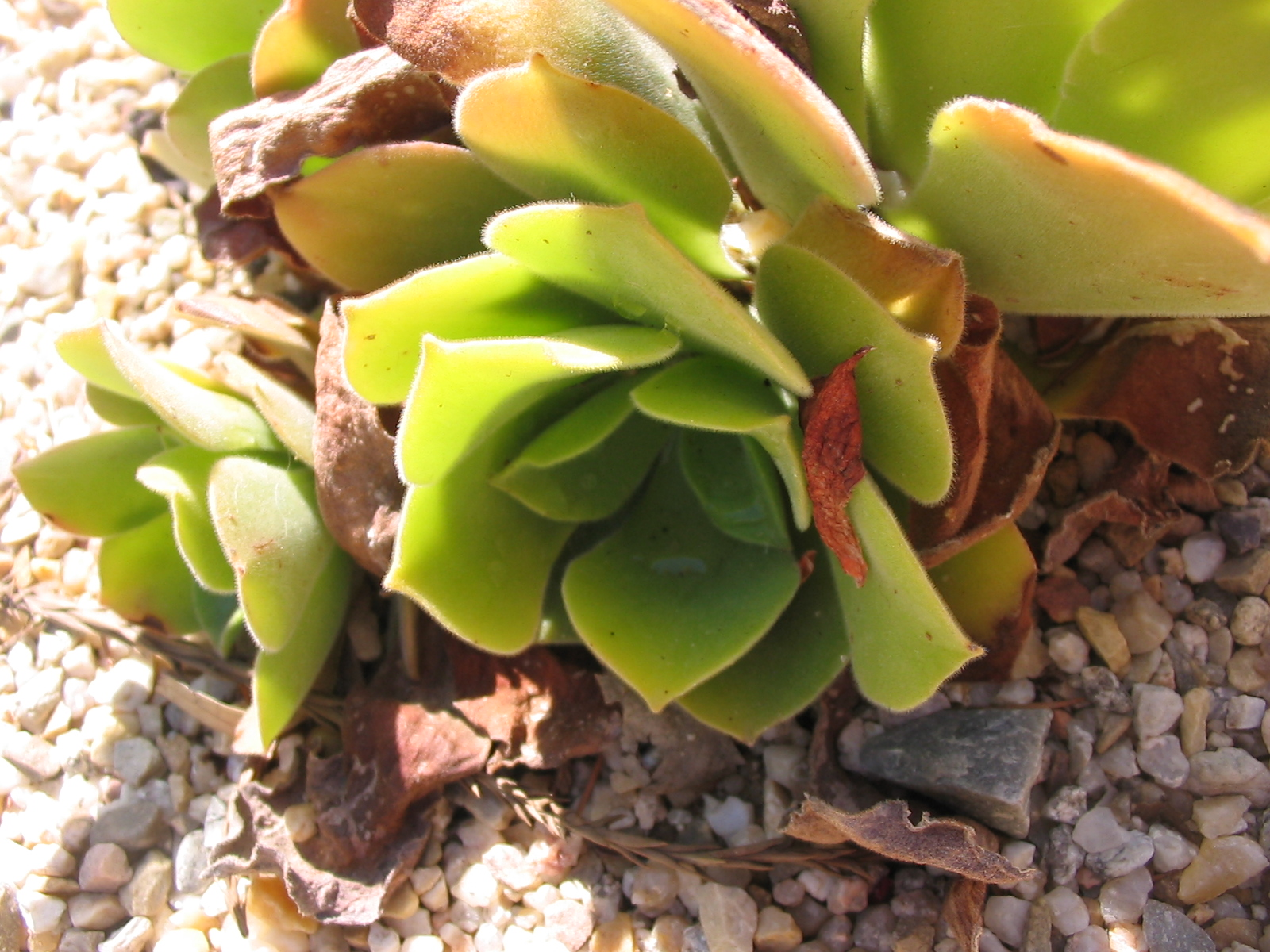
Aeonium virgineum.

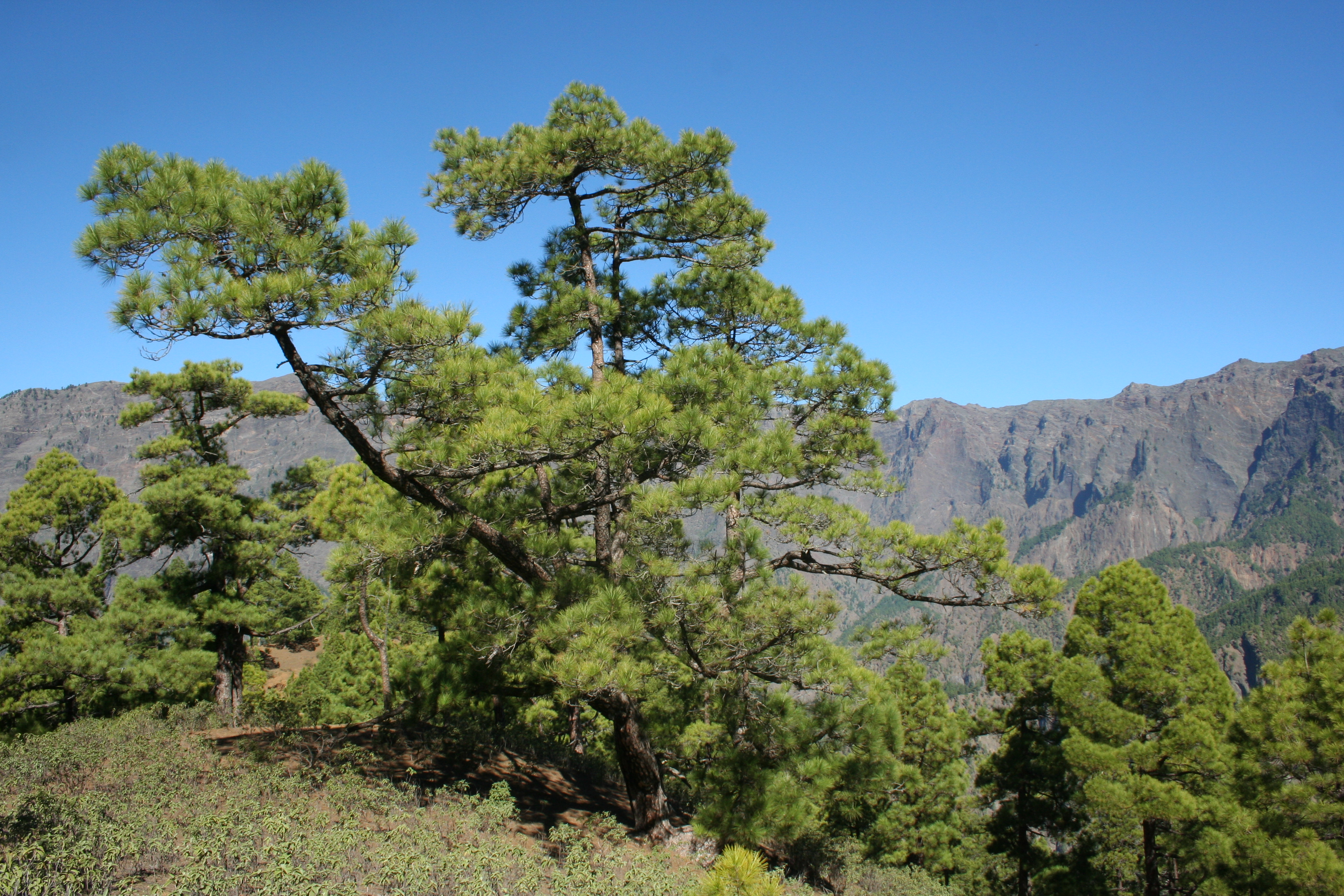
Pinos canarios (Pinus canariensis) en las proximidades del Mirador de La Cumbrecita, en la Caldera de Taburiente.

La especie que predomina y configura el paisaje es el pino canario (Pinus canariensis), una de las peculiaridades del pino canario es que tolera los incendios gracias a su adaptación milenaria al fuego producido por las erupciones volcánicas: se quema la corteza pero internamente sigue viviendo. Acompañando al pino canario se encuentra el amagante (Cistus symphytifolius), estas especies endémicas de las Islas Canarias son estupendas colonizadoras de suelos muy pobres y han proliferado en estos inhóspitos suelos volcánicos.
Encontramos también otras jaras (Cistus monspeliensis) a cuyos pies crece una planta parásita prácticamente enterrada, la batatilla o vaquita (Cytinus hypocistis).
En el interior de la caldera está presente la laurisilva: formaciones de faya y brezo que en Canarias se denomina monte verde, de gran importancia ecológica pues es fuente abundante de abono orgánico y agente condensador de las brumas que se forman en la Caldera, aportando agua al terreno. Tenemos así la faya o haya de Canarias (Myrica faya) y el brezo (Erica arborea).
En el interior de los barrancos donde la humedad es más abundante en los restos del bosques de lauráceas: acebiño (Ilex canariensis), loro o laurel (Laurus azorica), barbusano (Apollonias canariensis), viñátigo (Persea indica) o el marmolán (Myrsine canariensis).
Otras especies frecuentes son el sauce canario, (sobre todo en el cauce de los barrancos), (Salix canariensis), el tajinaste (Echium), el helecho común (Pteris aquilina), el bejeque (Aeonium, Greenovia, Aichryson), la tabaiba (Euphorbia), el verodes (Senecio kleinia).
Por encima de los 1700 metros podemos encontrar el codeso (Adenocarpus viscosus), el cedro de Canarias (Juniperus cedrus), el pensamiento de las cumbres (Viola palmensis), el tajinaste azul (Echium gentianoides), o el retamón (Teline benehoavensis).

### Fauna
La mayor parte de la fauna del parque está representada por artrópodos, principalmente insectos, aún insuficientemente estudiados y se ignora cuántas especies diferentes puede haber; como en el resto de grupos taxonómicos los endemismos son abundantes. Abundan la escolopendra, que alcanza un tamaño de casi un palmo de longitud, y la araña lobo. A una altitud de 2000 metros existe una cueva donde vive un escarabajo cavernícola endémico de La Palma, tiene como peculiaridad que ha perdido los ojos y la pigmentación.
La fauna vertebrada es escasa y la mayoría son especies introducidas a excepción de los murciélagos, algunos anfibios, reptiles y peces. 
Mamíferos: el arruí, las cabras, los conejos, que son una grave amenaza para las plantas endémicas, algunos gatos asilvestrados y cuatro especies de murciélagos como el murciélago rabudo , el murciélago orejudo canario , el murciélago de montaña y el murciélago común  . 
Aves: como el cernícalo (Falco tinnunculus canariensis), la paloma bravía (Columba livia canariensis), la paloma rabiche (Columba junoniae), la graja o chova piquirroja (Pyrrhocorax pyrrhocorax barbarus), el cuervo (Corvus corax tingitanus), el mirlo (Turdus merula agnetae), herrerillos (Parus caeruleus palmensis), o la curruca capirotada (Sylvia atricapilla atricapilla). 
Anfibios: la ranita meridional (Hyla meridionalis) y la rana común (Pelophylax perezi).
Reptiles: el perenquén de Delalande o salamanquesa (Tarentola delalandii) o el lagarto tizón (Gallotia galloti).

## Turismo
De los cuatro parques nacionales con los que cuenta el archipiélago canario, el parque nacional de la Caldera de Taburiente, es actualmente, el que menos visitas recibe al año, tras el parque nacional del Teide en Tenerife, el parque nacional de Timanfaya en Lanzarote y el parque nacional de Garajonay en La Gomera. A nivel nacional, es el noveno con 445 084 visitantes (2015), tras; El Teide, Guadarrama, Picos de Europa, Timanfaya, Sierra Nevada, Garajonay, Ordesa y Monte Perdido y Aiguas Tortas y Lago de San Mauricio.